# Іван Сірко
Іва́н Сірко́ (1605 (1610) — 1680) — козацький полководець, подільський шляхтич, козацький ватажок, кальницький полковник, кошовий отаман Запорозької Січі й усього Війська Запорозького Низового. Здобув перемогу в 65 боях.[⇨] Герой багатьох українських пісень і казок.

## Життєпис

### Молоді роки
Іван Сірко народився приблизно між 1605–1610 роками. Це засвідчують результати досліджень останків Сірка, згідно з якими кошовому отаманові на момент його смерті було 70-75 років.
Від першого дослідника біографії Сірка, Дмитра Яворницького, пішла думка про те, що майбутній кошовий отаман народився в Слобідській Україні в слободі Мерефі — сучасне місто Мерефа Харківської області. Але це припущення оскаржують багато істориків, зокрема Володимир Маслійчук. Дослідники Юрій Мицик і Володимир Борисенко вважають, що Іван Сірко походив зі Східного Поділля (сучасна Вінниччина), і припускають, що місце його народження — сотенне місто Брацлавського полку Мурафа, неподалік Кальника. Мицик наводить кілька аргументів на користь своєї версії: Мерефа зі Слобідської України заснована лише 1658 року, тобто тоді, коли Сірко був у зрілому віці. Він відзначає, що отаман жив із сім'єю у слобожанській Мерефі у своєму будинку. За припущенням Мицика, лівобережна Мерефа отримала назву саме від подільської Мурафи, бо переселенці з Правобережної України на Лівобережну нерідко давали новим поселенням назви своїх рідних сіл чи містечок. Сірко також у 1658—1660 роках був вінницьким (кальницьким) полковником, а за тих часів на такі посади зазвичай обирали людей, які походили з тамтешніх країв. Як аргумент наводиться також лист гетьмана Лівобережної України Івана Самойловича, де у російському перекладі переказані слова самого Сірка: «А как родился за ляхами, там хочет й умереть», що вказує на те, що Сірко народився на Правобережжі, тобто українських землях, які тоді перебували під владою Речі Посполитої.
За переказами, які були складені по смерті Сірка, майбутній отаман походив з козацького роду. Проте це твердження спростовують листи королів Речі Посполитої, в яких вони називали Сірка «уродзоним», тобто шляхтичем. Крім цього, в тогочасних джерелах під 1592 роком згадується ім'я подільського шляхтича Войтіха Сірка, одруженого з Оленою Козинською, можливо що вони були родичами ватажка запорожців.

### Тридцятирічна війна
В українській історіографії XIX—XX століття хибно вважалося, що Сірко брав участь у Тридцятирічній війні (1618—1648) на стороні французів. Про це писали Борщак, Крип'якевич, Мицик.
Зокрема стверджувалося, що 1644 року Богдан Хмельницький, військовий писар Війська Запорозького у Варшаві зустрічався з послом Французького королівства графом де Брежі й наступного року підписав контракт, за яким 2500 козаків дісталися морем через Гданськ до французького порту Кале. Командиром цих козаків був Іван Сірко, який у жовтні 1645 року брав участь у боях проти Іспанської імперії у Фландрії під командуванням Людовіка II де Бурбона, а 1646 року, спільно з армією принца Людовика Конде, взяв «ключ від Ла-Манша» — неприступну фортецю Дюнкерк.
Ці твердження спростували історики Збігнєв Вуйцик, Іван Вергун, Володимир Голобуцький. Зокрема, за розвідкою Вуйцика, у джерелах, які присвячені Тридцятирічній війні (Військовий архів у Венсені, Архів закордонних справ у Парижі), ім'я Івана Сірка не згадується. Так само відсутні прямі згадки про участь українських козацьких підрозділів у конфлікті. Зроблено припущення, що «легенда про Сірка» виникла через перекручування попередніми істориками імені французького генерала, барона де Cipo. А самі ці уявлення істориків XIX століття походили від тексту у передмові книги П'єра Шевальє 1663 року. У передмові були такі неточності, як перебування Хмельницького у Франції. А 2400 польських піхотинців із тексту передмови відомий і авторитетний історик XIX століття Микола Костомаров почав помилково називати українськими козаками.

### Кошовий отаман
Брав участь у війнах Богдана Хмельницького з Річчю Посполитою, але найбільше й успішно воював проти Османської імперії та її васалів.
В історичних документах зафіксована участь Івана Сірка у визвольній війні українського народу проти Речі Посполитої, зокрема в битві під Жванцем 1653 року.
1654 року Іван Сірко, разом із полковниками Іваном Богуном, Петром Дорошенком та іншими, виступав проти підписання Переяславської угоди, і як більшість запорожців, відмовився від присяги московському царю Олексію Михайловичу.[джерело?]
У другій половині 1650-х років — Вінницький полковник.
Після перемоги гетьмана Івана Виговського над московським військом у битві під Конотопом 1659 року Сірко перебував в опозиції до гетьмана, як помсту за рейд орди зі збирання ясиру по Лівобережжю, на чолі запорожців завдав поразки союзникам гетьмана — кримським татарам під Аккерманом, і сплюндрував степовий Крим. Через що татари, союзники Гетьманщини, змушені були повернутися до Криму, і Іван Виговський відмовився від подальшого походу на Москву.
Сірко відмовився поставити свій підпис, навіть за присутності гетьмана Юрія Хмельницького, під Переяславськими статтями 1659 року.
Наприкінці 1660 року Сірко остаточно порвав з Ю. Хмельницьким і вирушив на Чортомлицьку Січ.
У 1660–1680 роках дванадцять разів його обирали кошовим отаманом.
1664 року поселився з родиною під Харковом, за дві версти від Мерефи. Обрано на посаду полковника Харківського полку (1664—1665, 1667 роки).
Як політик часто змінював орієнтацію.
Виступав проти Івана Виговського, Юрія Хмельницького (якого колись підтримував проти Виговського) й Павла Тетері, закидав їм пропольську політику; однак, у цей же період був противником Московії.[джерело?]
Після Андрусівського договору 1667 року зайняв виразно антимосковську (й разом із тим антипольську) позицію, брав активну участь в антимосковському повстанні 1668 року.[джерело?]
Попри свою ворожість до Османської імперії, тривалий час підтримував гетьмана Петра Дорошенка, опісля зорганізованої ним страти Івана Брюховецького, як і запорожці, полишив гетьмана.
Мав великі зв'язки і впливи на Лівобережній і Слобідській Україні, на якій у нього був маєток; якийсь час був полковником (титулярним) ніжинським (від Дорошенка) і харківським.
1672 року претендував на гетьманську булаву, що посварило його з новим гетьманом Іваном Самойловичем і московським урядом, який заслав його до Тобольська (ймовірно, за підтримку Петра Дорошенка та зв'язки зі Степаном Разіним). У 1673 році повернувся з московської неволі. 
Завжди обстоював насамперед автономні інтереси Запорожжя та в ім'я їх встановлюючи зв'язки, то з Річчю Посполитою, то з Російським царством, то навіть з Османською імперією і Кримським ханством.
1675 року здійснив блискучий похід, заблокувавши вторгнення Османської імперії на Чигирин, розбив кримську орду і яничарів Ібрагім-паші, які вдерлися в Україну.
Іван Крип'якевич у своїй праці «Історія України» про Івана Сірка написав: 
| Але політичний світогляд Сірка був неглибокий: поза боротьбою з бусурменами, якій присвячував усі сили, він не бачив інших проблем і мимоволі шкодив ширшим планам українських державників... |

### Чигиринські походи
Запорозькі козаки взяли участь у відсічі другого так званого Чигиринського походу стотисячного османсько-кримськотатарського війська, яке взяло в облогу Чигирин, плануючи після завоювання цього міста зробити його плацдармом для загарбання Правобережної, а потім й усієї України. Чигирин захищали 40-тисячна царська армія під командуванням Григорія Ромодановського й 20-тисячне козацьке військо на чолі з гетьманом Іваном Самойловичем. У 1677 р. після безуспішної тритижневої облоги османи й кримські татари змушені були відступати з України.
У 1678 році до Чигирина прийшло 200 тисяч османських і кримськотатарських військ, їм протистояли 70-тисячна царська армія й 50 тисяч українських козаків. І цей похід виявився безплідним для османсько-кримськотатарських військ, хоч вони й зайняли й зруйнували місто. Під час другого Чигиринського походу запорозьке військо мало завдати ударів по тилах османсько-кримськотатарських військ.
Основні сили запорожців, які очолював Іван Сірко, діяли над Лиманом. На військовій раді вирішили знищити великий морський транспорт із продовольством, який був відправлений із Константинополя. В Очакові хлібні запаси через мілководдя Дніпра були перевантажені з 15 каторг і 7 кораблів на 130 дрібних суден. Звідти паша рушив до Кизи-Керменя, котрий османське командування намагалося використати як продовольчу базу для постачання своїх військ.
Запорожці пропустили османські кораблі в Дніпро, а потім із тилу вдарили по них. Бій був короткий. Козаки знищили османів, а гребців каторг — полонених — визволили. У листі до Івана Самойловича Сірко написав: «…липня 12 числа проти Краснякова на гирлі Карабельном, ударив на ті всі судна, оволоділи єсми ними одне тільки судно вітрилами й многими гребці ушло». Було взято 500 полонених, а також захоплено 7 гармат, 20 прапорів і все продовольство. Для османського війська, яке й до того терпіло від нестачі продовольства і фуражу, це була велика втрата.
Залишивши частину військ з ясиром та запасами продовольства в Кардишині та відправивши полонених до українського гетьмана, а османського начальника — в Москву, низове запорозьке військо на чолі з Іваном Сірком пішло «на Буг к турскому мосту и заставе». Запорозькі козаки спалили османські мости, знищили варту й захопили багато підвод із різними запасами, які направлялись у Чигирин. Візир змушений був відправити молдавського та волоського господарів із військом для відбудови мостів.
У зв'язку з підготовкою до нового наступу султанський уряд ще навесні 1679 р. приступив до спорудження в пониззях Дніпра двох фортець-«городків». Османській уряд уже давно мав намір збудувати на Дніпрі фортеці, які були б опорними пунктами під час походів на Лівобережну Україну. 25-тисячне військо мало виступити проти Запорозької Січі. Саме з цим османським походом історична традиція пов'язує знамениту відповідь запорожців та їхнього кошового отамана Івана Сірка османському султану.
Відомий лист запорозьких козаків до султана Османської імперії Мехмета IV 1676 р. підписав Іван Сірко, що показано у відомій картині Іллі Рєпіна.

### Останні роки життя
Сірко виходив переможцем із десятків антиосманських походів. За даними Яворницького, Іван Сірко здійснив 55 вдалих походів. Юрій Мицик стверджує, що є підстави говорити про ще 10 перемог.
На узбережжях Чорного моря та Криму не раз брали Очаків, Білгород-Дністровський, Ізмаїл, Кілію, Тягиню (Бендери), Арабат, Перекоп, навіть Ясси; кримськотатарські матері лякали дітей ім'ям Сірка.
За боротьбу проти османів і кримських татар — герой народних переказів і дум. Вважається приналежним до козаків-характерників.
Уже на схилі віку він згадував у листі до московського царя Олексія Михайловича, що наприкінці 1620-х років йому разом із Богданом Хмельницьким випало бути в морському поході запорозьких козаків проти османської фортеці Трапезунд.
1680 року спільно з донцями Сірко востаннє опустив свою переможну булаву в битві з ординцями. Повертаючись з походу, він дізнався про вбивство синів і дружини, після чого занедужав і поїхав з Січі за 10 верст на свою пасіку в село Грушівка. У «Літописі» Самійла Величка написано: «…того ж літа, 1 серпня, преставився від цього життя в своїй пасіці Грушовці, похворівши певний час, славний кошовий отаман Іван Сірко… поховано його знаменито… з превеликою гарматною й мушкетною стрільбою і з великим жалем всього Низового війська. Бо це був справний і щасливий вождь, який з молодих літ аж до своєї старості …не тільки значно воював за Крим і попалив в ньому деякі міста, але також погромлював у диких полях… численні татарські чамбули і відбивав полонений християнський ясир».

## Могила

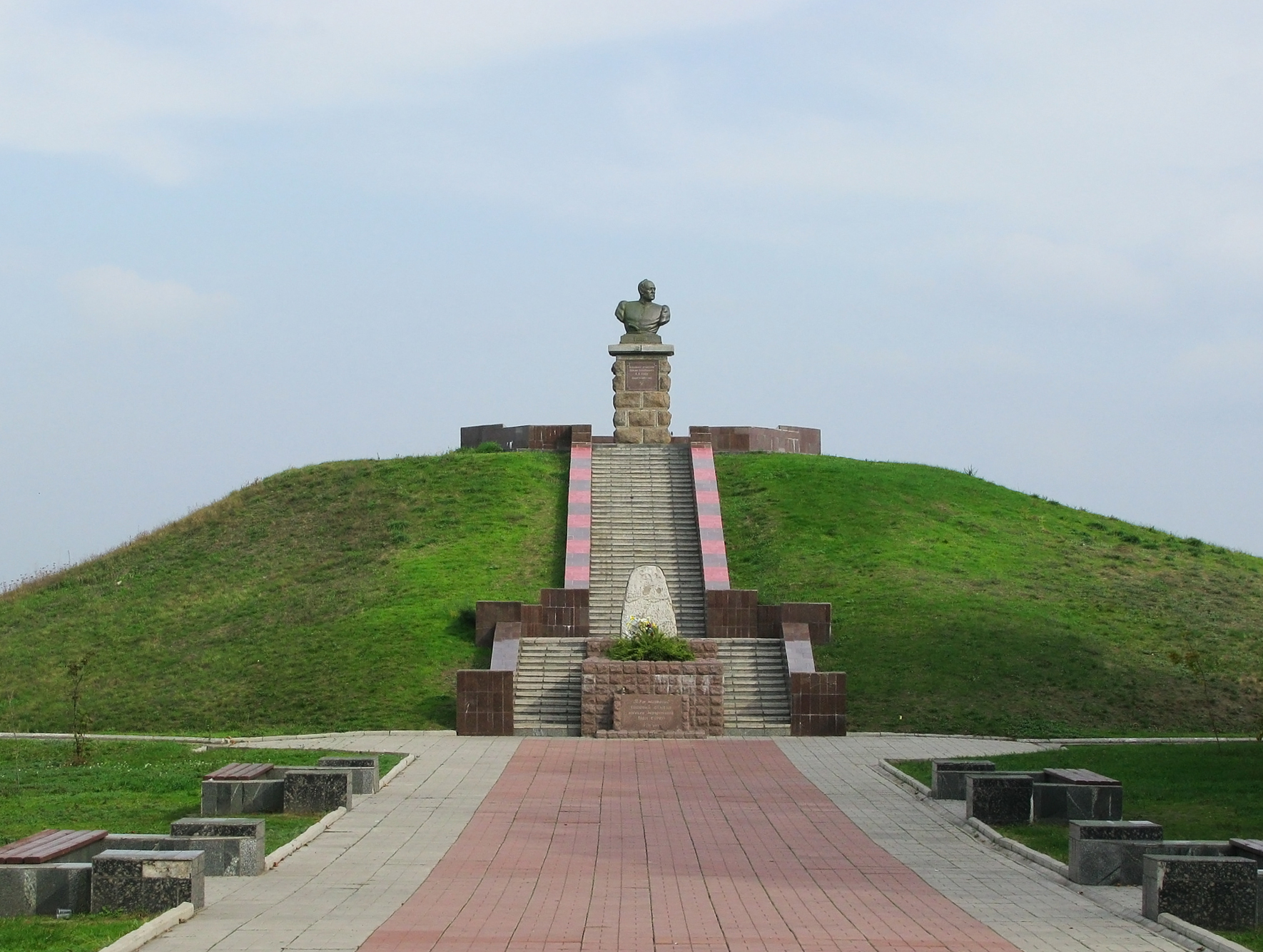
Могила Івана Сірка неподалік колишньої Чортомлицької Січі, околиці села Капулівка.

Похований Іван Сірко біля Чортомлицької Січі (тепер село Капулівка Нікопольського району Дніпропетровської області). 1967 року його перепоховали на іншому краю села, через те, що води Каховського водосховища наблизилися до могили. Точно сказати, що то є останки Сірка, неможливо. Відомо, що йому відрубали праву руку, як він наказав у своєму заповіті. При розкопках могили було віднайдено обидві цілі руки, тому де його в дійсності поховано, нікому не відомо
Напис на надгробній стелі отамана: «Р. Б. (Року божего) 1680 мая 4 Преставися рабъ Бож. Іоанъ Сѣрко Дмитровичъ атамань кошовий воска Запорозкого за его Ц. П. В. (Царского Пресветлого Величества) Федора Алексѣвича. Памят Праведнаго со похвалами»
Щороку, 1-2 серпня, на могилі Івана Сірка (що за 2 кілометри від села Капулівка) проводять вшанування пам'яті Славного Кошового Отамана, яке збирає тисячі українців з усієї країни та з закордону. 23 серпня 2000 року відбулася урочиста церемонія перепоховання останків кошового отамана в Капулівці. У склепі знаходяться усі останки кошового. Історія з його рукою є легендою. З Москви повернено частини тіла, що були вилучені раніше — череп та деякі інші частини. За черепом було відновлено його портрет з якого зроблено погруддя на могилі. Перед похованням було досліджено останки й встановлено, що вони відповідають опису Івана Сірка й мають характерні отримані ним сліди від поранень. Проте генетична експертиза не робилася. Матеріали цих досліджень є у Дніпрі в історичному музеї.[джерело?]

## У мистецтві

### Кіно
- 1911 — «Запорізька Січ»
- 1956 — Полум'я гніву
- 1988 — «Чорна долина»
- 2001 — Молитва за гетьмана Мазепу
- 2005—2007 — «Запороги»
- 2015 — «Гетьман» — кінофільм режисера Валерія Ямбурського[10]

### Театр
П'єса
- 2010 — «Урус-Шайтан. Байка про Сірка — кошового отамана, шевальє д'Артаньяна і турецького султана» (Ігор Афанасьєв)

Вистава
- 2019 — «Шевальє Іван Сірко» Ігоря Афанасьєва (реж. Сергій Павлюк, Миколаївський академічний український театр драми і музичної комедії)

### Музика
- Пісня «Із полону, з-під Ізмаїлу», слова і музика Едуард Драч
- Кошовому присвячено пісню Dub Buk «Батько клятв» з альбому «Мертві сорому не ймуть»
- Пісня «Отаман Сірко», слова і музика Ігор Семендяєв.
- Пісня «Отаман Сірко» групи «Широкий Лан»
- Пісня «Чорна Долина» групи «Haspyd»

### Відтворення образу
У ХХ ст. в лабораторії академіка Герасимова М. М. виконана реконструкція за черепом Івана Сірка, реконструкція зовнішності Івана Сірка, автор Галина Лебединська. Зображення показує аскетичного чоловіка середнього (старшого) віку.
- Погруддя Івана Сірка у Дніпропетровському національному історичному музеї
- Портрет кошового отамана І.Сірка. Копія. Запорізький краєзнавчий музей

## Сім'я
- Софія Сірчиха — дружина Івана Сірка. Можливо, походила з Полтави.[1] Проживала у місті Мерефа на Слобожанщині. Народила Івану двох синів — Петра і Романа, і двох доньок. Згадується у народній думі «Вдова Івана Сірка і Сірченки».
- Син: Петро Сірченко — одружений з донькою молдавського господаря Хінкула. Загинув під час походу на Крим проти османів 1673 року (за народною думою через зраду джури Голуба Волошина, за річкою Тор (Сіверський Донець), біля трьох зелених байраків).
- Син: Роман Сірченко — одружений 1679 року з донькою покійного гетьмана Івана Брюховецького (згідно з німецькомовною швейцарською газетою від 30 червня 1680 року, виданою в Цюриху («Ordinari Wochen-Zeitung»)). Герой пісні «Ой Лимане, Лимане…». На схилі життя Іван Сірко послав Романа із сотнею козаків на службу до короля Речі Посполитої Яна III Собеського, який взяв його по смерті батька під опіку. В інструкції короля, даній його послу на Січ брацлавському протопопові Зарембі 24 липня 1682 року, цей останній мав переконувати козаків, що «шкатулка» королівського серця завжди відкрита для них і як доказ нагадати, що король «Сіркового сина пригорнув до себе завдяки пам'яті й заслугам його батька». У спеціальному листі до запорожців, датованому приблизно тим самим часом, король зокрема писав: «Уродзоний Сірко, котрого як сина, такого великого мужа і відважного ватажка за цілість християнства ми пригорнули до себе і взяли під власну опіку, аби показати світові, як ми вдячні лицарській праці його батька», тобто Івана Сірка. Зі згаданої вже думи довідуємося, що другий син Сірка, очевидно, цей-таки Роман помер у Мерефі на очах у матері.
- Донька: ім'я невідоме — дружина Івана Сербина, Мереф'янського сотника.[13] (XVII ст.), наказного полковника Харківського полку в 1682, 1687 роках [14] та наказного полковника Ізюмського полку в 1691 році. [15] Принесла чоловікові у віно слобідку Артемівку (Мереф'янська сотня).
- Донька: ім'я невідоме — дружина Івана Артеменка (Артеміва), Мерефянського сотника Харківського полку.[16]
- Потомком Івана Дмитровича Сірка була відома акторка Марія Капніст. Нині її дочка та внуки мешкають на Харківщині. Нащадки Сірка зберегли його характерні риси обличчя, зокрема ніс. Марія Капніст часто бувала в Капулівці на запрошення краєзнавця Леоніда Бурди.

## Вшанування пам'яті

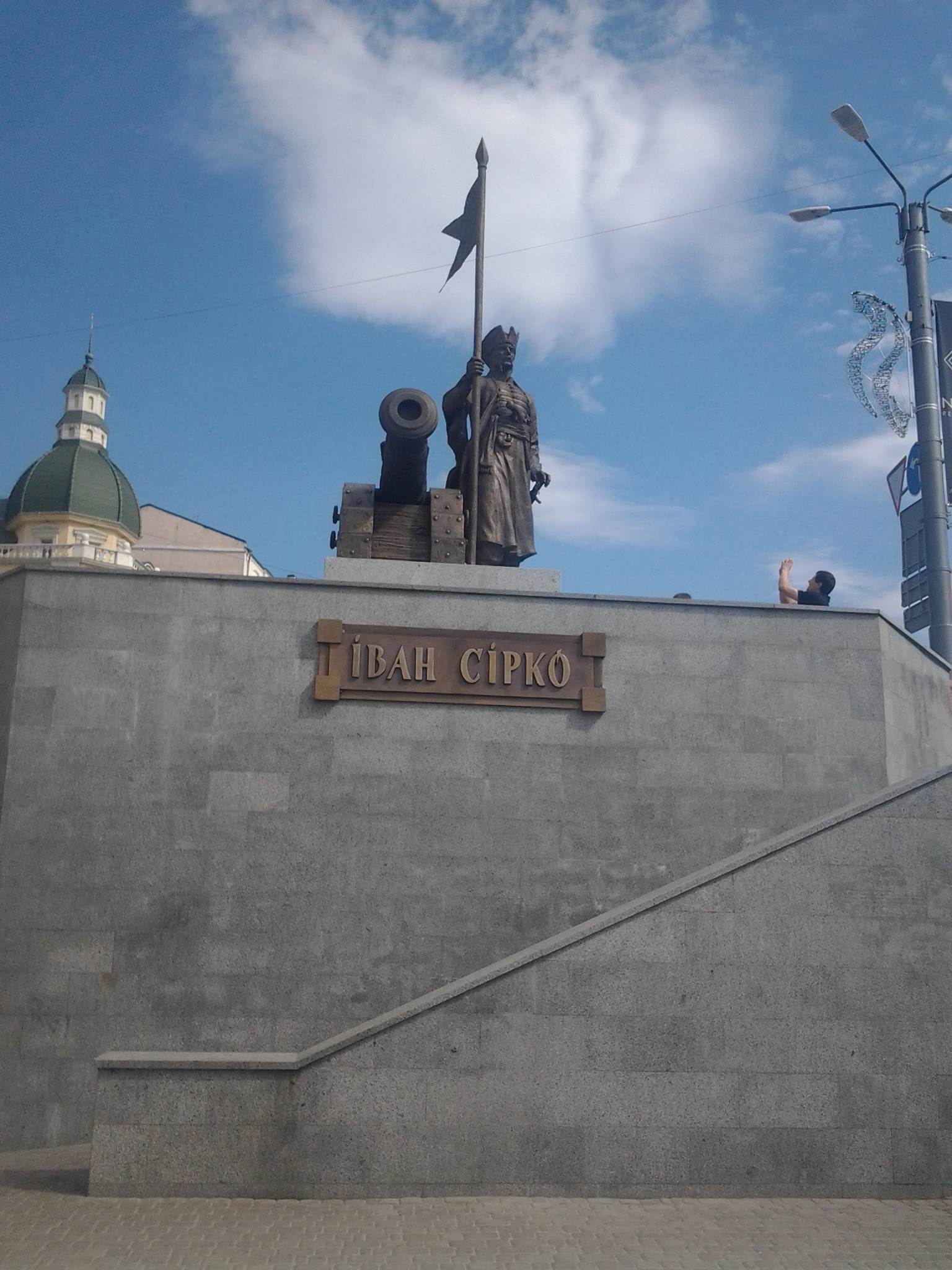
Пам'ятник Іванові Сірку в Харкові
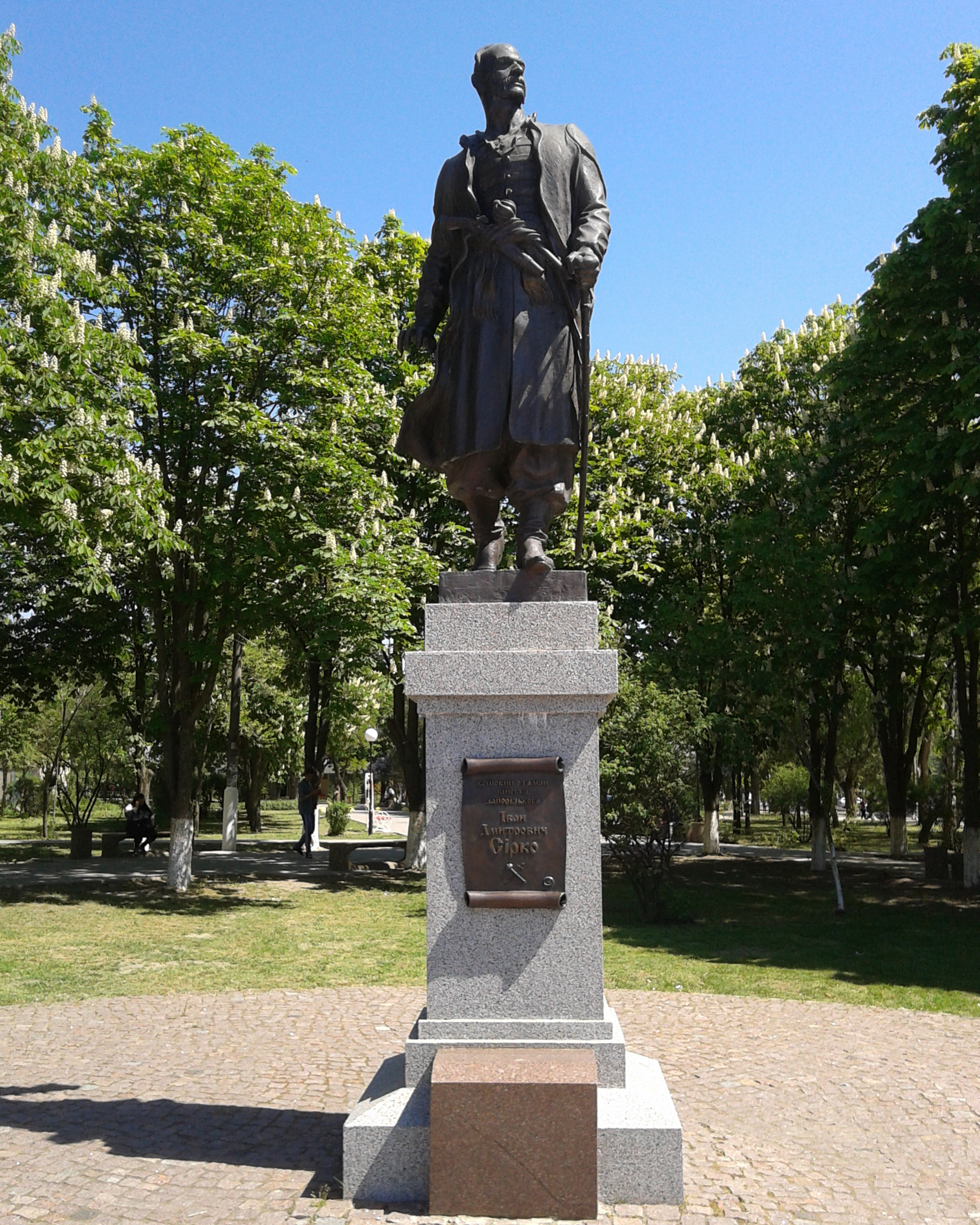
Пам'ятник кошовому отаману Івану Сірку у Покрові
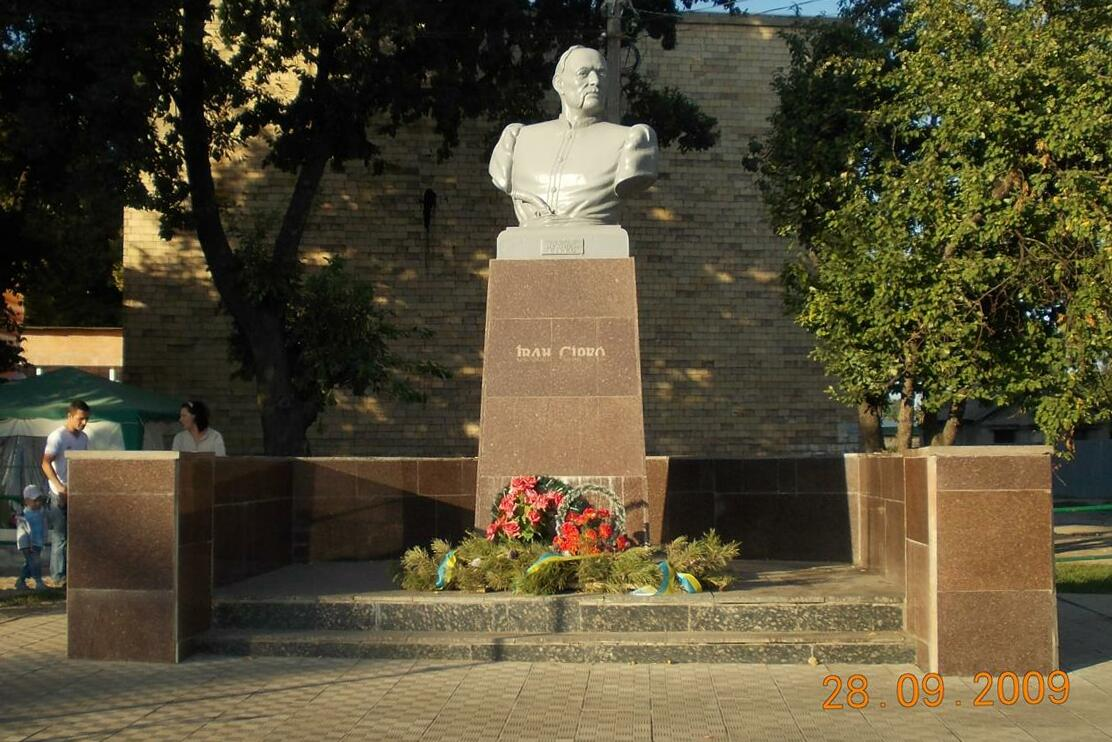
Пам'ятник Івану Сірку у Мерефі
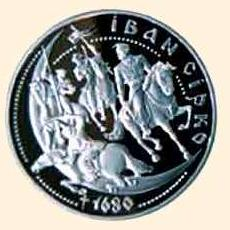
Пам'ятна монета НБУ, присвячена Іванові Сіркові, 10 гривень (2002)
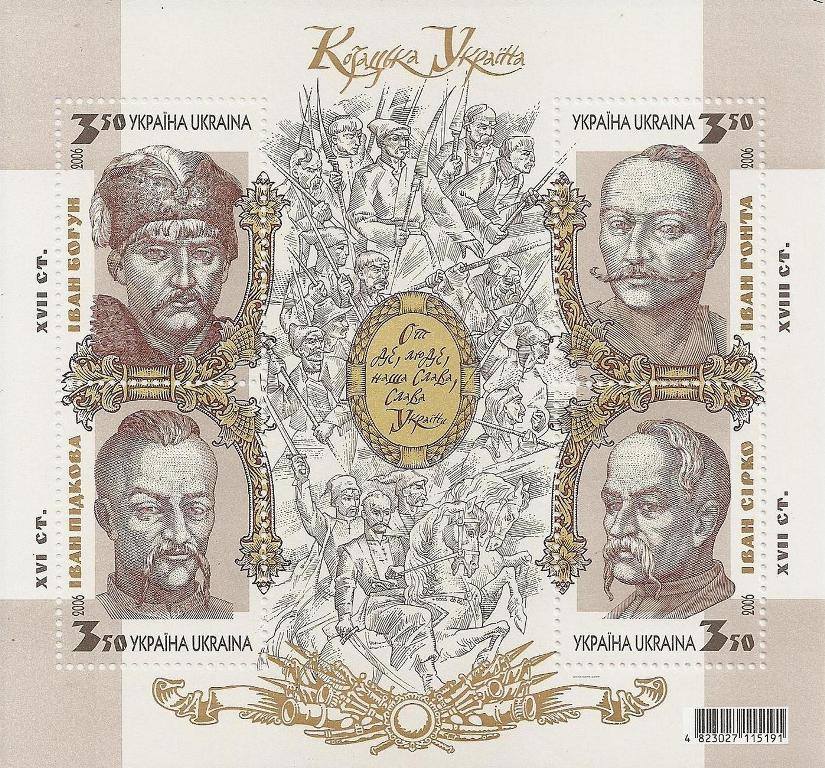
Поштовий блок «Козацька Україна»: Іван Богун, Іван Ґонта, Іван Підкова, Іван Сірко
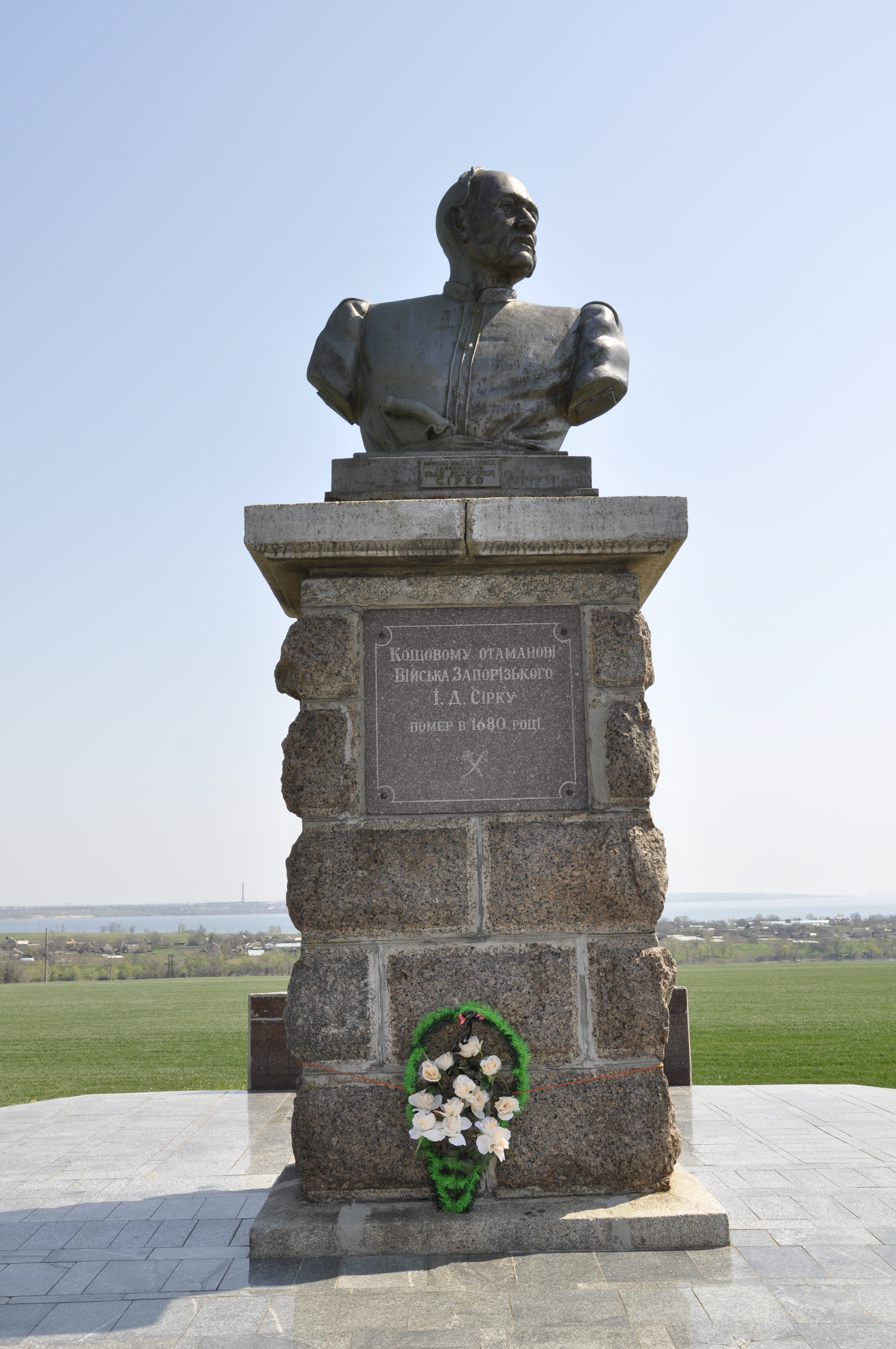
Пам'ятник на могилі Івана Сірка
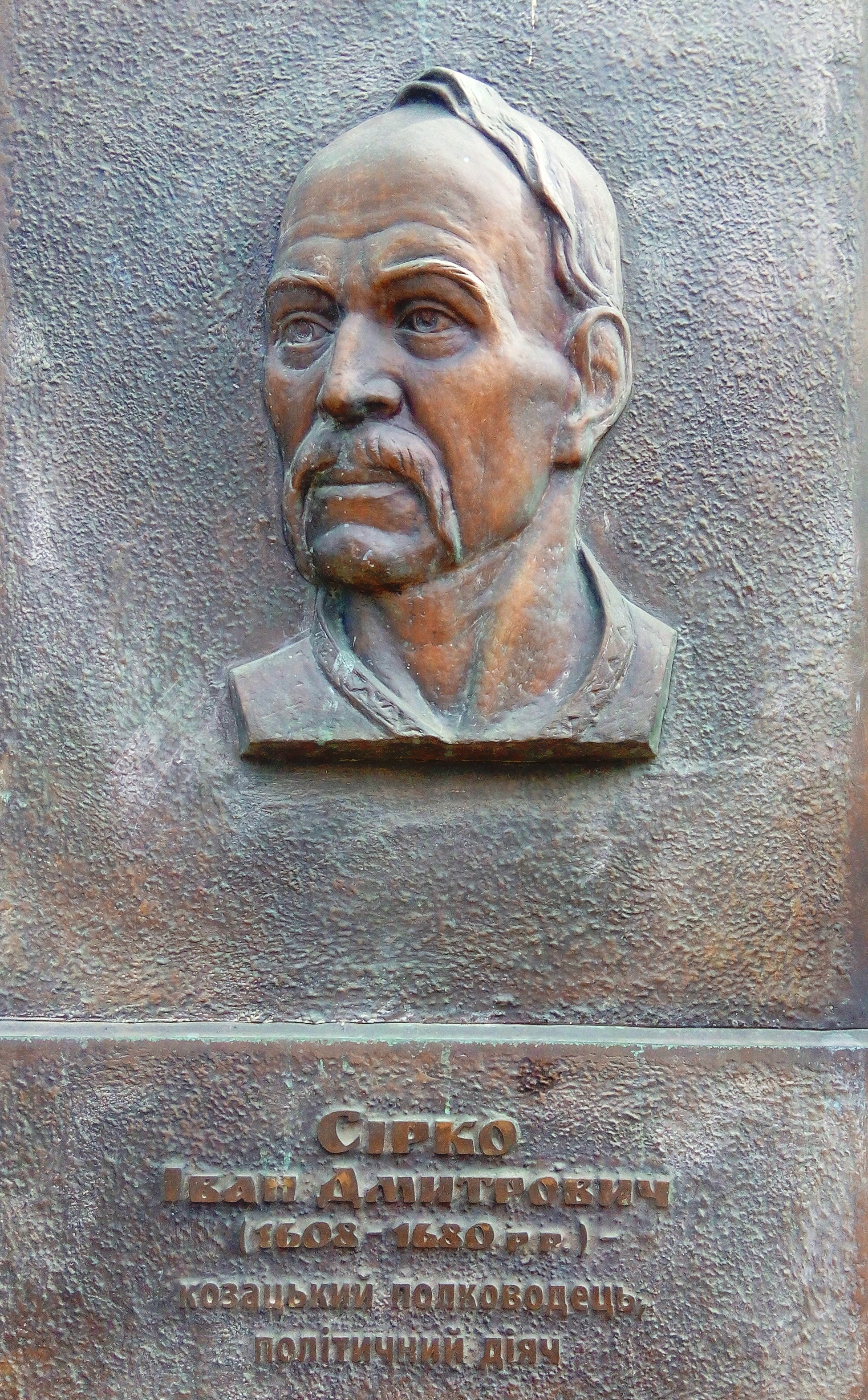
Бронзовий барельєф Іванові Сірку на Козацькій площі у Дніпрі
Пам'ятник Іванові Сірку на о. Хортиця. Історико-культурний комплекс «Запорозька Січ»
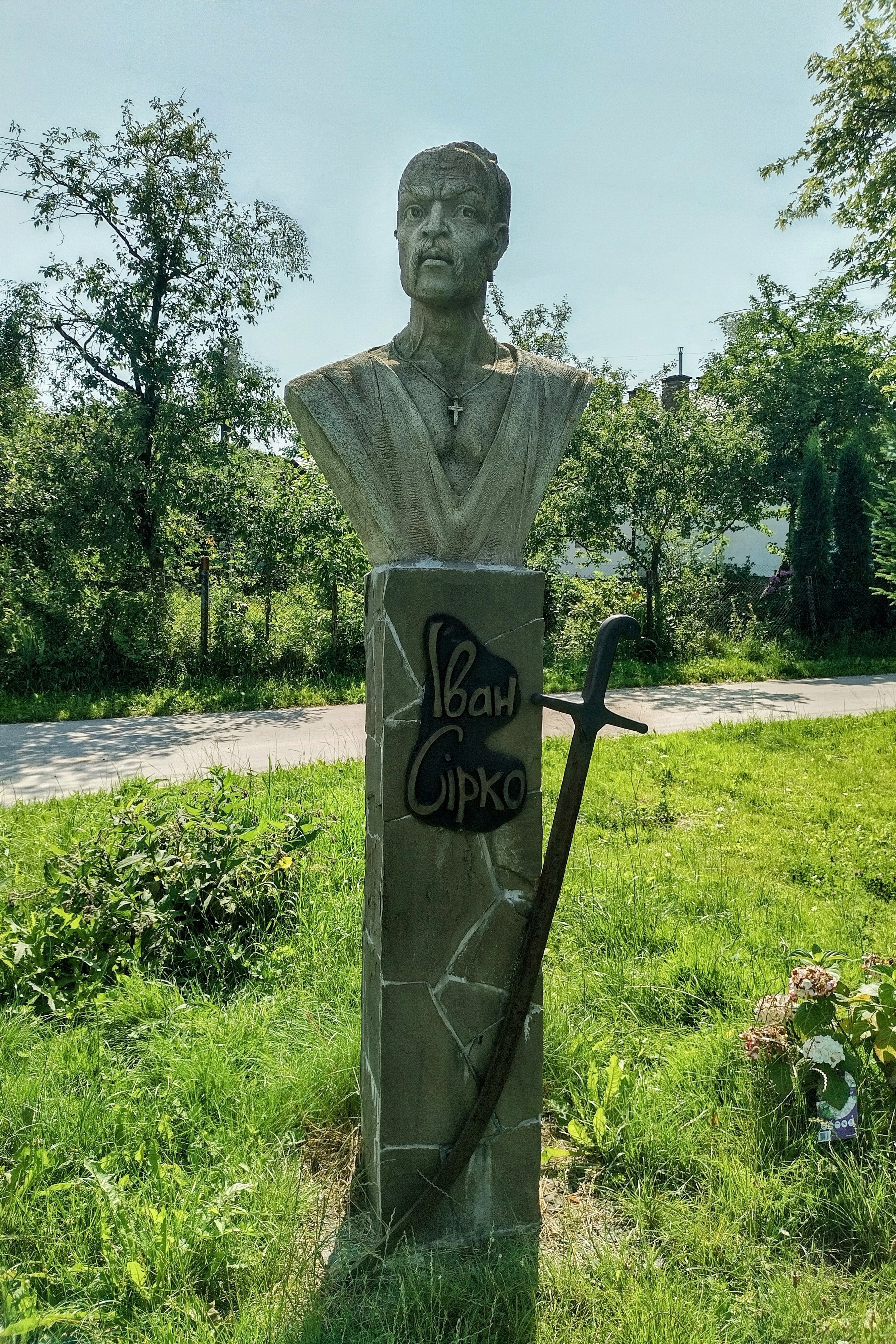
Пам'ятник-погруддя Івану Сірку у Сокільниках (Львівський район)

- Вулиця Івана Сірка у деяких містах України
- У 1990 році в рамках свята «500-ліття Запорозького козацтва» на вулиці Івана Сірка в Нікополі відкрита меморіальна дошка з барельєфною композицією: голова Сірка і кілька козаків на конях, один із них з бандурою, й напис: «Вулицю названо на честь героя України, кошового отамана Війська Запорозького Низового Сірка Івана Дмитровича».
- У м. Запоріжжя щорічно у першу суботу серпня (з 1991 року) біля могили Івана Сірка відбувається його вшанування українським козацтвом. Нині проведенням цих заходів опікується козацький благодійний фонд «Меморіал Івана Дмитровича Сірка».
- У 1992 році в селі Торговиця Новоархангельського району було відкрито пам'ятний знак з гранітної плити чорного кольору із зображенням Івана Сірка та написом: «Протягом 1654—1697 рр. у Торговиці перебував кошовий отаман Запорізької Січі Іван Дмитрович Сірко».
- 30 травня 1993-го року відкрито пам'ятник Івану Сірку на майдані Перемоги у Мерефі.
- 26 лютого 2002 року Національний банк України випустив у обіг пам'ятну монету «Іван Сірко» номіналом 10 гривень (срібло) із серії «Герої козацької доби», присвячену видатному козацькому воєначальнику та активному учаснику визвольної війни 1648—1654 рр., славетному кошовому отаману Запорозької Січі, який здійснював успішні походи на Кримське ханство і причорноморські османські фортеці.
- 24 серпня 2014 року, на День Незалежності України, у місті Харків було урочисто відкрито пам'ятник Іванові Сіркові. Монумент відкрили за кошти, зібрані громадськими організаціями.
- 23 серпня 2017 року в Харкові відкрито 7-метровий пам'ятник отаману Іванові Сіркові авторства Олександра Рідного[17][18][19].
- 2019 року 92-га окрема механізована бригада Збройних сил України дістала почесну назву ― «імені кошового отамана Івана Сірка».
- На о. Хортиця Історико-культурний комплекс «Запорозька Січ» має пам'ятник Іванові Сіркові, виготовлений з цільного дерева.
- 25 квітня 2024 року у місті Дергачі в'їзд 1 травня перейменували на в'їзд Івана Сірка[20].